# Short Gurnard
El Short Gurnard fue un caza naval biplano monomotor, construido en el Reino Unido según una especificación del Ministerio del Aire en 1929. No logró obtener pedidos de producción y sólo volaron dos ejemplares.

## Diseño y desarrollo
Nunca se había esperado que el Short Sturgeon con estructura de duraluminio alcanzara el estado de producción, pero el Ministerio del Aire quedó lo suficientemente impresionado con su comportamiento en el agua y en el aire como para invitar a Shorts a licitar para la especificación O.22/26 del Ministerio del Aire, por un caza de flota biplaza. La especificación buscaba un reemplazo del Fairey Flycatcher, un avión que pasaría mucho tiempo realizando funciones de reconocimiento y observación de la flota, aunque sin el tercer miembro de la tripulación que la Armada generalmente consideraba necesario para esta última tarea; pero también debía tener la velocidad y el régimen de ascenso necesarios para interceptar bombarderos. Se requería que se pudiera desempeñar como avión embarcado o como hidroavión, y que fuera lo suficientemente robusto en cualquiera de las configuraciones como para ser lanzado mediante catapulta. Se informó a Shorts que su fuselaje monocasco de duraluminio no era adecuado para el mantenimiento bajo cubierta. Su licitación se vio recompensada con un pedido de dos prototipos del S.10 Gurnard.
Como resultado de los comentarios del Ministerio del Aire, el fuselaje del Gurnard era bastante diferente de la reciente serie de monocascos monomotor de Shorts. Era una estructura de tubos de acero soldado con paneles desmontables de duraluminio en la proa y recubierta de tela en la popa. Las dos cabinas abiertas separadas estaban muy juntas, el piloto sentado delante, justo debajo de un corte de visibilidad en el borde de salida del ala superior, y elevado para obtener una mejor visibilidad sobre el morro. Una ametralladora Vickers de 7,7 mm, que era operada por el piloto, estaba montada en la cubierta frente a él, ligeramente a babor. La cabina trasera fue equipada con una ametralladora Lewis montada en un anillo Scarff. El fuselaje de acero se terminaba en la parte trasera con un accesorio para la única parte monocasco del Gurnard, el cono de cola que llevaba el empenaje. El borde de ataque del empenaje y del timón era redondeado, siendo recto el borde del timón compensado. Este último se extendía por debajo del fuselaje, con una superficie fija adicional por delante. Estas superficies estaban recubiertas de tela. 
Los dos prototipos del Gurnard poseían motores diferentes. El Gurnard II, el primero en completarse, tenía un motor lineal Rolls-Royce Kestrel IIS de 392 kW (525 hp) sobrealimentado y refrigerado por agua, y el Gurnard I, un motor radial sobrealimentado Bristol Jupiter X de 525 hp. En consecuencia, el Gurnard II tenía una capota lisa y puntiaguda, con un radiador en forma de tambor entre las patas del tren de aterrizaje, mientras que el motor radial tenía un anillo Townend de cuerda estrecha, con la parte trasera de sus cilindros visible desde el lateral.
El Gurnard era un biplano de un solo vano. Tenía alas de cuerda constante y bordes rectos, siendo la inferior ligeramente más corta en envergadura y notablemente más estrecha en cuerda. Ambas alas poseían ángulo diedro, siendo el plano superior el que más. Las alas eran estructuras de duraluminio, recubiertas de tela, con soportes interplanares simples y casi paralelos entre los largueros. La sección central estaba sostenida por un par de soportes desde la parte superior del fuselaje a cada lado. Se instalaron largos alerones Frise únicamente en el ala superior.
El tren de aterrizaje de ruedas era una disposición simple de un solo eje, con patas oleo neumáticas delante hasta el mamparo del motor y puntales de refuerzo traseros hasta la raíz del larguero trasero del ala. Un patín de cola bastante largo servía para proteger el empenaje extendido hacia abajo. La versión de hidroavión utilizaba un par de flotadores, cuyo perfil de baja resistencia se refinó gracias a las experiencias del Trofeo Schneider, arriostrados mediante un par de puntales transversales horizontales. Estaban montados con puntales en forma de N que se inclinaban fuertemente hacia afuera desde el fuselaje.
El Gurnard II, equipado con flotadores, fue el primero en volar, despegando desde Medway, frente a la fábrica de Shorts en Rochester, el 16 de abril de 1929. El piloto era John Lankester Parker. En mayo, ambos Gurnard volaron como aviones terrestres desde Lympne, donde Shorts mantenía una base. A principios de junio, ambos aviones estaban en RAF Martlesham Heath para su evaluación según las especificaciones, aunque ambos regresaron brevemente a Shorts para realizar algunas modificaciones. Las pruebas en agua se realizaron en el Establecimiento Experimental de Aeronaves Marinas en Felixstowe. Los Gurnard volaron bien y cumplieron con las especificaciones, pero fueron superados por el Hawker Osprey, un pariente cercano del bombardero establecido de la RAF, el Hawker Hart, por lo que no se produjeron más Gurnard. Shorts consiguió un pedido útil de un gran número de flotadores para los Osprey.
El Gurnard II regresó desde Martlesham a Rochester en 1931 para su conversión en anfibio. Se trataba de colocar un único flotador central que llevaba un par de ruedas, usando un eje que pasaba por su parte superior. Las ruedas estaban sobre muñones desplazados del eje, de modo que en una posición se elevaban sobre el agua, pero, al girarlas 180° desde la cabina del piloto, llegaban al suelo. Una versión similar, más pequeña, se había utilizado con éxito en el Short Mussel y en un Moth reconvertido. El flotador central se volvió a montar con un par de puntales en forma de N, ahora verticales. Había un par de flotadores estabilizadores externos más allá de los soportes entre planos, cada uno de ellos montado sobre un par de patas verticales. Cada uno de los flotadores estaba arriostrado directamente con un par de puntales hasta los soportes interplanares desde abajo, y desde arriba mediante un par de puntales desde la parte superior del soporte interplanar trasero hasta la parte superior de las patas. Voló por primera vez en esta configuración en junio de 1931 y regresó a Martlesham al cabo de un mes, apareciendo en la Hendon RAF Display de ese año.
Después de eso regresó por un tiempo a Rochester, donde se utilizó para investigar la refrigeración del motor Kestrel. En ese momento volaba con un alto radiador de pilar entre el fuselaje y el flotador. En octubre se modificó el flotador y ese mismo mes se realizaron seis vuelos entre el aeródromo de Lympne (tierra) y Medway (agua) en un total de 90 minutos. En diciembre regresó a Felixstowe, donde sirvió como banco de pruebas de motores y sistemas de refrigeración.

## Variantes
Gurnard I
Prototipo con motor Bristol Jupiter X de 525 hp, uno construido.
Gurnard II
Prototipo con motor Rolls-Royce Kestrel IIS de 392 kW (525 hp), uno construido.

## Especificaciones (Gurnard I, avión terrestre)
Referencia datos: Barnes y James, 1989, p. 216

### Características generales
- Tripulación: Dos (piloto y artillero)
- Longitud: 8,7 m (28,6 ft)
- Envergadura: 11,3 m (37 ft)
- Superficie alar: 39,9 m² (429,5 ft²)
- Peso vacío: 1400 kg (3085,6 lb)
- Peso cargado: 2170 kg (4782,7 lb)
- Planta motriz: 1× motor radial de 9 cilindros refrigerado por aire Bristol Jupiter X.
  - Potencia: 391 kW (539 HP; 532 CV)
- Hélices: Bipala

### Rendimiento
- Velocidad máxima operativa (Vno): 260 km/h (162 MPH; 140 kt)
- Alcance: 3,5 h

### Armamento
- Ametralladoras: 

  - 1x Vickers de 7,7 mm fija frontal desde la cubierta superior, delante del piloto
  - 1x Lewis de 7,7 mm flexible sobre anillo Scarff en cabina trasera

## Aeronaves relacionadas

### Aeronaves similares
- Blackburn Nautilus
- Fairey Fleetwing

### Secuencias de designación
- Secuencia S._ (interna de Short, posterior a 1921): ← S.7 - S.8 - S.8/8 - S.10 - S.11 - S.12 - S.14 →